# International Music Score Library Project
International Music Score Library Project (IMSLP; url: imslp.org) — проєкт створення віртуальної бібліотеки нотних матеріалів, що підпадають під правову категорію суспільного надбання, технічна база проєкту базується на принципі wiki. Проєкт був запущений у лютому 2006 року і на листопад 2009 зібрав партитури понад 19000 творів більш ніж 2500 композиторів і став однією з найбільших віртуальних бібліотек в інтернет-просторі.
Бібліотека містить головним чином скановані видання, що не захищені авторським правом. Також ресурс включає твори сучасних композиторів, які розповсюджують свої твори за ліцензією Creative Commons. Зокрема на сайті представлено зібрання творів Й. С. Баха виданих асоціацією Bach-Gesellschaft Ausgabe (1851—1899).
IMSLP розглядають не тільки як сховище оцифрованих матеріалів, але і як цікавий музикознавчий ресурс, оскільки деякі твори подаються у редакціях різних часів, що включають коментарі історичного та музично-теоретичного характеру.